# Província Ultramarina de São Tomé e Príncipe
Província Ultramarina de São Tomé e Príncipe foi uma colónia do Império Português, a qual o serviu de 1470 a 1975, quando conseguiu sua independência. A chegada portuguesa nessa região consolidou-se por João de Santarém e Pêro Escobar, descreveram-a como inabitável, e deram-lhe o nome de ilha de São Tomé em homenagem à São Tomé. Em seguida, chegaram na ilha do Príncipe e a intitularam dessa maneira em homenagem à Afonso de Portugal.
Essa região, após a presença do Estado português dedicou-se à produção de açúcar no sistema de plantation. No início do século XVII, esse processo gerou prejuízos porque esse sistema gerou uma competição económica com o Estado do Brasil, o qual o produzia mais intensamente, e isso acarretou uma revolta dos escravizados. Em 1630, os habitantes da província fizeram acordos comerciais com algumas ilhas próximas, como o Reino do Congo. Tal facto facilitou a povoação holandesa nessa região, a qual buscava outros meios de lucro com a ascensão da União Ibérica. No final do século XVIII, a América Portuguesa conseguiu sua independência e os portugueses voltaram a São Tomé e Príncipe, onde inseriram café e cacau em larga escala.
Em 1972, o partido de ideologia marxista Movimento de Libertação de São Tomé e Príncipe – Partido Social Democrata (MLSTP-PSD) lutou em busca de uma condição de independência para a formação de um Estado-nação intitulado São Tomé e Príncipe. O continente africano, neste período, mostrou grande evolução e muitos conseguiram sua liberdade no final do século XX. A Revolução dos Cravos, em 1974, favoreceu essa decisão e, um ano depois, a província conseguiu sua independência de Portugal.